# Vincent Jeanbrun
Vincent Jeanbrun (* 5. Mai 1984 in Paris) ist ein französischer Politiker der konservativen Partei Les Républicains. Er ist seit Juli 2024 Abgeordneter der französischen Nationalversammlung. Zuvor war er von 2014 bis 2024 Bürgermeister der Stadt L’Haÿ-les-Roses, einem Vorort von Paris.

## Herkunft und Karriere
Jeanbrun wuchs in einer Sozialwohnung (HLM) der Großwohnsiedlung Les Tours Marrons in L’Haÿ-les-Roses als Sohn einer Hausfrau und eines Lieferfahrers auf, der später Einkaufsleiter in einem Automatenunternehmen wurde. Jeanbrun ging auf die Lallier-Grundschule und das Collège Eugène Chevreul in L’Haÿ-les-Roses. Danach besuchte er das Lycée Fréderic Mistral in Fresnes. Er war Student der Wirtschaftswissenschaften an der Institut Mines-Télécom Business School in Évry. Er wurde 2004 als Student Mitglied der französischen Partei UMP, aus der später die Partei Les Républicains hervorging. 2014 wurde er erstmals zum Bürgermeister von L’Haÿ-les-Roses gewählt, mit noch nicht einmal 30 Jahren war er der jüngste Bürgermeister im Département Val-de-Marne. 2015 wurde er in den Regionalrat der Île-de-France gewählt. 2020 wurde er als Bürgermeister von L’Haÿ-les-Roses wiedergewählt.
Bei den französischen Parlamentswahlen 2022 trat er im 7. Wahlkreis von Val-de-Marne an, belegte jedoch mit 18,3 Prozent der Stimmen im ersten Wahlgang nur den dritten Platz. Bei der vorgezogenen Neuwahl im Sommer 2024 verzichtete das Mitte-Bündnis Ensemble pour la République des Präsidenten Emmanuel Macron darauf, in diesem Wahlkreis einen eigenen Kandidaten aufzustellen. Bei dieser Wahl gewann Jeanbrun den Wahlkreis in der Stichwahl gegen die bisherige Abgeordnete Rachel Keke von der linksradikal-populistischen Partei La France insoumise mit 50,7 Prozent und zog so als Abgeordneter in die Nationalversammlung ein.
Jeanbrun ist verheiratet und hat zwei Kinder.

## Ausschreitungen nach der Tötung von Nahel Merzouk
Am 2. Juli 2023 wurde sein Haus während der Ausschreitungen nach der Tötung des 17-Jährigen Nahel Merzouk angegriffen. Er befand sich in der Nacht noch im Rathaus, das wegen versuchter Angriffe mit Stacheldraht verbarrikadiert und von Polizisten bewacht wurde. Die Täter rammten mit einem Auto das Tor zu seinem Haus und zündeten dann das Auto an. Frau und Kinder flohen durch den Garten, wurden mit Feuerwerkskörpern beschossen und verletzten sich auf der Flucht. Außerdem wurden das Familienauto des Bürgermeisters und mehrere Mülltonnen angezündet.